# Calycomyza novascotiensis
Calycomyza novascotiensis este o specie de muște din genul Calycomyza, familia Agromyzidae, descrisă de Spencer în anul 1969.
Este endemică în Nova Scotia. Conform Catalogue of Life specia Calycomyza novascotiensis nu are subspecii cunoscute.